# Lewis Gibson (calciatore)
Lewis Jack Gibson (Durham, 19 luglio 2000) è un calciatore inglese, difensore del Plymouth.

## Carriera

### Club
Gibson è cresciuto nei settori giovanili di Newcastle Utd ed Everton. Il 13 gennaio 2020 è stato ceduto in prestito al Fleetwood Town ed il giorno dopo ha debuttato nel calcio professionistico nell'incontro di Football League One pareggiato 1-1 contro il Sunderland.
Il 22 settembre è passato in prestito al Reading in Championship, mentre per le due stagioni successive ha giocato nuovamente in terza divisione con Sheffield Weds e Bristol Rovers.
Rimasto svincolato al termine della stagione 2022-2023 dopo aver rifiutato il rinnovo del contratto, il 3 luglio ha firmato con il Plymouth.

### Nazionale
Ha giocato nelle nazionali giovanili inglesi Under-17, Under-18 ed Under-20.

## Statistiche

### Presenze e reti nei club
Statistiche aggiornate al 9 aprile 2024.
| Stagione        | Squadra         | Campionato      | Campionato | Campionato | Coppe nazionali | Coppe nazionali | Coppe nazionali | Coppe continentali | Coppe continentali | Coppe continentali | Altre coppe | Altre coppe | Altre coppe | Totale | Totale | Totale |
| Stagione        | Squadra         | Comp            | Pres       | Reti       | Comp            | Pres            | Reti            | Comp               | Pres               | Reti               | Comp        | Pres        | Reti        | Pres   | Reti   |        |
| --------------- | --------------- | --------------- | ---------- | ---------- | --------------- | --------------- | --------------- | ------------------ | ------------------ | ------------------ | ----------- | ----------- | ----------- | ------ | ------ | ------ |
| gen.-giu. 2020  | Fleetwood Town  | FL1             | 11         | 0          | FACup+CdL       | 0               | 0               |                    | -                  | -                  | FLT         | 0           | 0           | 11     | 0      |        |
| 2020-2021       | Reading         | FLC             | 13         | 0          | FACup+CdL       | 0               | 0               |                    | -                  | -                  |             | -           | -           | 13     | 0      |        |
| 2021-2022       | Sheffield Weds  | FL1             | 5          | 0          | FACup+CdL       | 0               | 0               |                    | -                  | -                  | FLT         | 1           | 0           | 6      | 0      |        |
| 2022-2023       | Bristol Rovers  | FL1             | 31         | 1          | FACup+CdL       | 1+0             | 0               |                    | -                  | -                  | FLT         | 1           | 0           | 33     | 1      |        |
| 2023-2024       | Plymouth        | FLC             | 37         | 0          | FACup+CdL       | 3+0             | 0               |                    | -                  | -                  |             | -           | -           | 37     | 0      |        |
| Totale carriera | Totale carriera | Totale carriera | 97         | 1          |                 | 4               | 0               |                    | -                  | -                  |             | 2           | 0           | 103    | 1      |        |